# Evansville Thunderbolts
Evansville Thunderbolts je profesionální americký klub ledního hokeje, který sídlí v Evansvillu ve státě Indiana. Založen byl v roce 2016. Do profesionální SPHL vstoupil v ročníku 2016/17. Své domácí zápasy odehrává v hale Ford Center s kapacitou 9 000 diváků. Klubové barvy jsou červená, bílá a námořnická modř.

## Přehled ligové účasti
Zdroj: 
- 2016– : Southern Professional Hockey League